# Dysdera afghana
Dysdera afghana är en spindelart som beskrevs av Denis 1958. Dysdera afghana ingår i släktet Dysdera och familjen ringögonspindlar.
Artens utbredningsområde är Afghanistan. Inga underarter finns listade i Catalogue of Life.